# Mad Season (álbum)
Mad Season  —en español: Estación enojada— es el segundo álbum de la banda de rock alternativo Matchbox Twenty. El álbum fue lanzado el 23 de mayo de 2000. El álbum, fue una desviación significativa del debut, Yourself or Someone Like You, con un sonido más tendente al pop rock y con uso de instrumentos poco usuales en el rock. Aunque no fue tan exitoso como su predecesor, el álbum entró y alcanzó el #3 en el Billboard 200 en la primera semana de ventas, con 365.000, y fue certificado 4× platino en los Estados Unidos en octubre de 2001.

## Lista de canciones
Todas las canciones fueron escritas por Rob Thomas, salvo que se indique lo contrario.
1. «Angry» – 3:44
2. «Black & White People» – 3:45
3. «Crutch» – 3:25
4. «Last Beautiful Girl» (Thomas, Matt Serletic) - 4:03
5. «If You're Gone» – 4:34
6. «Mad Season» – 5:02
7. «Rest Stop» – 4:29
8. «The Burn» – 3:27
9. «Bent» – 4:16
10. «Bed of Lies» (Thomas, Serletic) – 5:22
11. «Leave» – 4:33
12. «Stop» (Thomas, Paul Doucette) – 3:49
13. «You Won't Be Mine» – 9:52 (en realidad termina en 5:32)
14. «You Won't Be Mine Orchestral Reprise» (pista oculta); comienza en 7:47, tras 2 minutos de silencio, o la pista separada, en función de edición.

Bonus tracks
| Deluxe Edition |                          |          |  |
| N.º            | Título                   | Duración |  |
| 15.            | «You & I & I»            | 3:29     |  |
| 16.            | «Suffer Me»              | 3:10     |  |
| 17.            | «Never Going Back Again» | 3:47     |  |

## Posicionamiento en lista
| Listas (2000)             | Posiciones |
| ------------------------- | ---------- |
| Australian Albums Chart   | 1          |
| Canadian RPM Albums Chart | 3          |
| Dutch Albums Chart        | 60         |
| German Albums Chart       | 11         |
| Japanese Albums Chart     | 71         |
| New Zealand Albums Chart  | 7          |
| Swedish Albums Chart      | 44         |
| Swiss Albums Chart        | 57         |
| UK Albums Chart           | 31         |
| U.S. Billboard 200        | 3          |

### Sencillos
| Año  | Canción               | U.S. Hot 100 | U.S. Modern Rock | U.S. Mainstream Rock | U.S. Adult Top 40 | U.S. Top 40 Mainstream | UK | AUS | CAN | CAN Alt. | NZ |
| ---- | --------------------- | ------------ | ---------------- | -------------------- | ----------------- | ---------------------- | -- | --- | --- | -------- | -- |
| 2000 | "Bent"                | 1            | 16               | 24                   | 1                 | 1                      | —  | 19  | 1   | 1        | 20 |
| 2000 | "If You're Gone"      | 5            | —                | —                    | 1                 | 4                      | 50 | 18  | 27  | —        | 12 |
| 2000 | "Crutch"              | —            | —                | —                    | —                 | —                      | —  | —   | —   | 14       | —  |
| 2001 | "Mad Season"          | 48           | —                | —                    | 5                 | 20                     | —  | 42  | —   | —        | 34 |
| 2001 | "Angry"               | —            | —                | —                    | —                 | —                      | —  | —   | —   | —        | —  |
| 2001 | "Last Beautiful Girl" | —            | —                | —                    | 20                | —                      | —  | —   | —   | —        | —  |

## Personal
- Rob Thomas - voz principal,
- Kyle Cook - guitarra principal, coros, piano, banjo
- Adam Gaynor - guitarra rítmica, coros
- Brian Yale - guitarra baja
- Paul Doucette - batería